# Piazzale Michelangelo
Piazzale Michelangelo is een plein in Florence in Italië.
Dit plein ligt op een heuvel en biedt een goed uitzicht op de door de rivier de Arno in tweeën gedeelde stad Florence, met uitzicht op de Ponte Vecchio, de Santa Maria del Fiore, Uffizi, Santa Croce en het Palazzo Vecchio.
Centraal op het plein staat een gedenkteken voor Michelangelo met een kopie van zijn David en kopieën van vier beelden die voor het graf bestemd waren van Giuliano en Lorenzo de Medici: de Nacht en de Dag, het Morgenlicht en de Avondschemering.